# Moetnovskaja GeoES

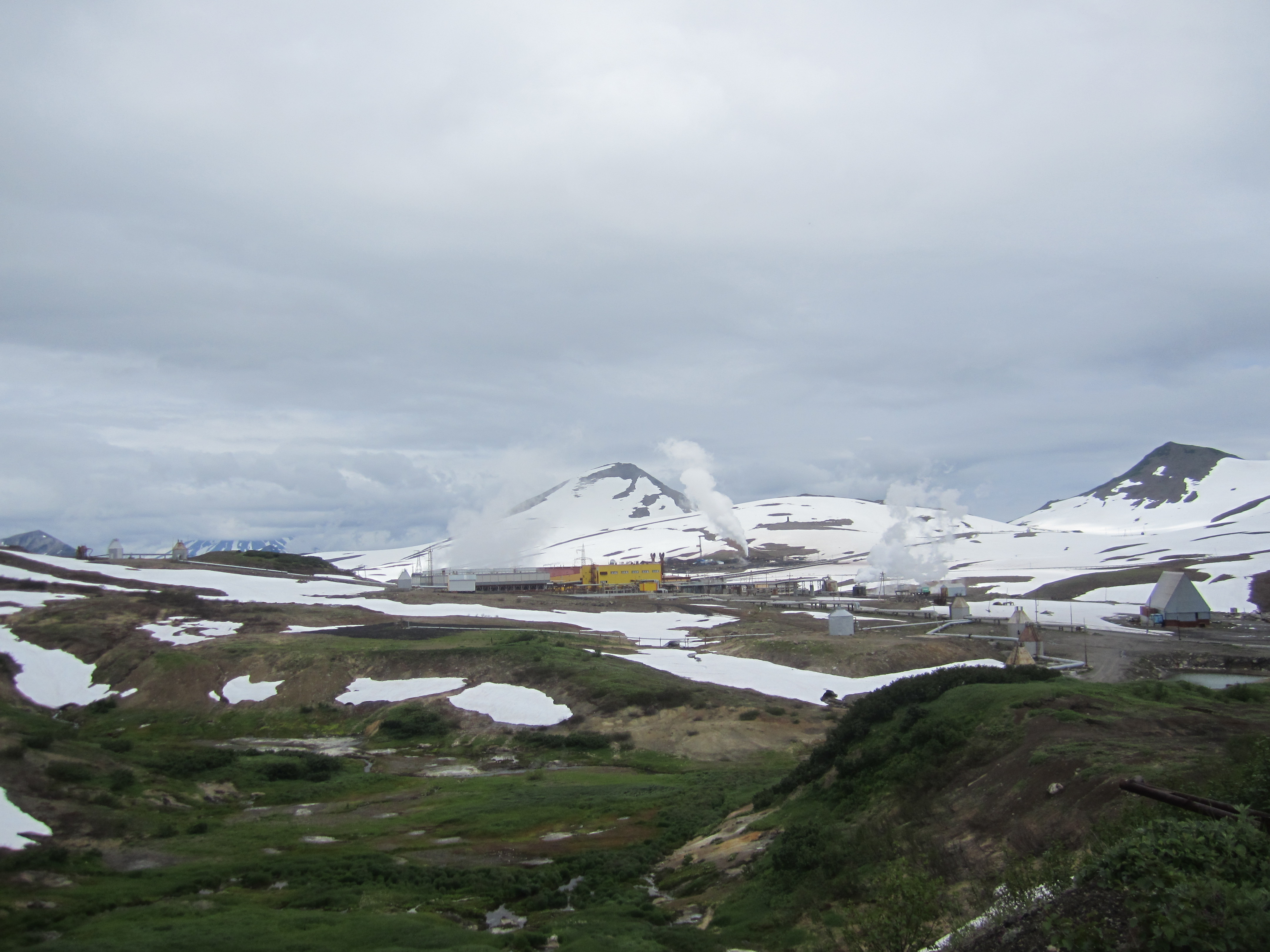
Moetnovskaja GeoES

De Moetnovskaja GeoES (Russisch: Мутновская ГеоЭС) is een geothermische centrale in het zuidoostelijke deel van het Russische schiereiland Kamtsjatka. De centrale ligt op 780 meter boven zeeniveau aan de voet van de vulkaan Moetnovski op 116 kilometer van de stad Petropavlovsk-Kamtsjatski. De centrale vormt onderdeel van het bedrijf Geoterm.
De centrale bestaat uit twee energieblokken, die elk een vermogen van 25 mW leveren. De centrale betrekt haar energie (heet water) uit 17 boorgaten. Het "verbruikte" koude water wordt via 6 boorgaten weer teruggepompt, zodat het weer kan worden verhit door de hitte van de stratovulkaan. De centrale is volledig geautomatiseerd. 
De energiecentrale is relatief nieuw; het eerste blok werd in dienst gesteld op 10 april 2003. De centrale moet bij voltooiing een capaciteit van 80 mW krijgen. 
Op dezelfde vulkaan ligt ook de geothermische centrale Verchne-Moetnovskaja GeoES, die in dienst gesteld werd op 29 december 1999 en een vermogen van 12 mW had in 2004. Geamenlijk verzorgen deze centrales 30% van alle energievoorziening op Kamtsjatka, hetgeen de afhankelijkheid van de import van olie en gas vanuit andere delen van Rusland (die meer dan 150 tot 200% van het Russische gemiddelde kost) aanzienlijk heeft verminderd.